# فرودگاه صحرایی هکینز
فرودگاه صحرایی هکینز (به انگلیسی: Hawkins Field (airport)) (به زبان بومی: Jackson AAB) یک فرودگاه همگانی بهره‌برداری هوایی با کد یاتا HKS است که یک باند فرود آسفالت دارد و طول باند آن ۱۶۴۲ متر است. این فرودگاه در شهر جکسون، میسیسیپی کشور ایالات متحده آمریکا قرار دارد و در ارتفاع ۱۰۴ متری از سطح دریا واقع شده‌است.